# Claudia Geisler-Bading
Claudia Geisler-Bading, geborene Geisler (* 30. November 1965 in Weimar), ist eine deutsche Film- und Theaterschauspielerin und Professorin für Bühnenschauspiel an der Filmuniversität Babelsberg.

## Leben
Claudia Geisler-Bading machte ihre Ausbildung von 1986 bis 1990 an der Hochschule für Schauspielkunst Ernst Busch. Festes Ensemblemitglied war sie am Deutschen Theater Berlin von 1991 bis 2001. In den folgenden Jahren bis heute wirkt Geisler in diversen Filmen und Serien sowie im Theater mit. Neben Filmdramen, für die sie vorwiegend besetzt wird, spielte sie schon in Kriminal-, Familien-, Geschichts-, Mystery-, Action-, Abenteuer-, Dokumentations-, Horror- und Kurzfilmen sowie in Komödien, Romanzen und Thrillern mit.
Geisler-Bading lebt in Berlin und ist mit dem Schauspieler Thomas Bading verheiratet, mit dem sie unter anderem in Little Thirteen zu sehen war. Ihre gemeinsamen Töchter Emma und Bella sind ebenfalls Schauspielerinnen. Sie ist Luise Wolframs Tante.

## Filmografie (Auswahl)
- 1987: Vernehmung der Zeugen
- 1990: Rückwärtslaufen kann ich auch
- 1992: Herzsprung
- 2000: Die Unberührbare
- 2001: Tatort: Trübe Wasser (Fernsehreihe)
- 2002: Fahr zur Hölle, Schwester!
- 2002: Polizeiruf 110: Wandas letzter Gang (Fernsehreihe)
- 2003: Lichter
- seit 2006: Spreewaldkrimi (Fernsehreihe) → siehe Besetzung
- 2006: Hänsel und Gretel
- 2006: Tatort: Sternenkinder
- 2007: Blöde Mütze!
- 2007: Polizeiruf 110: Gefährliches Vertrauen
- 2007: Tatort: Ruhe sanft!
- 2008, 2020: Notruf Hafenkante (Fernsehserie, verschiedene Rollen, 2 Folgen)
- 2008: Jerichow
- 2010: Boxhagener Platz
- 2011: Die Unsichtbare
- 2011: Little Thirteen
- 2012: Barbara
- 2012: Der Turm (TV-Zweiteiler)
- 2013: Polizeiruf 110: Vor aller Augen
- 2013: Lena Fauch – Gefährliches Schweigen
- 2014: Phoenix
- 2014: The Monuments Men
- 2014: Weiter als der Ozean
- 2014: Alles Klara (Fernsehserie, Folge Geteert und gefedert)
- 2015: Das Gewinnerlos
- 2015: Heldt (Fernsehserie, Folge Die Gang)
- 2015: Die Ungehorsame
- 2016: Ein starkes Team: Knastelse (Fernsehserie)
- 2016: Die Täter – Heute ist nicht alle Tage
- 2016: Tschick
- 2016: Katie Fforde: Tanz auf dem Broadway
- 2017: Die Familie
- 2017: Tian – Das Geheimnis der Schmuckstraße
- 2018: Tatort: Familien
- 2018: Wir sind doch Schwestern
- 2018: Weissensee (Fernsehserie, 6 Folgen)
- 2019: Lotte am Bauhaus
- 2019: In aller Freundschaft – Die jungen Ärzte (Fernsehserie, Folge Der letzte Tag)
- 2020: Das letzte Wort (Fernsehserie)
- 2021: Trübe Wolken
- 2022: Der Taunuskrimi: Muttertag (Filmreihe)
- 2023: Gestern waren wir noch Kinder (Fernsehserie)
- 2023: SOKO Leipzig (Fernsehserie, Folge Der letzte Wille)
- 2023: SOKO Potsdam (Fernsehserie, Folge Prost)
- 2024: Ostsee für Sturköppe (Fernsehfilm)
- 2024: Tatort: Angst im Dunkeln
- 2025: Rosenthal (Fernsehfilm)
- 2025: In die Sonne schauen

## Theater
- 1992: Lothar Trolle: Hermes in der Stadt – Regie: Frank Castorf (Deutsches Theater Berlin)
- 1992: Alexander Ostrowski: Der Wald (Axinja) – Regie: Thomas Langhoff (Deutsches Theater Berlin)

## Hörspiele
- 1996: Klaus Pohl: Wartesaal Deutschland Stimmen Reich (Jenny, Arbeiterin) – Regie: Dieter Mann/Norbert Schaeffer (Hörspiel – SWF)
- 2013: E. M. Cioran: Vom Nachteil, geboren zu sein – Regie: Kai Grehn (Hörspiel – SWR)